# Philippe Maupas
Philippe Maupas, né le 30 juin 1939 à Toulon (Var) et mort le 6 février 1981 à Tours (Indre-et-Loire), est un virologue français.
Il est connu pour avoir mis au point le premier vaccin contre l'hépatite B en 1976, ce qui faisait de lui un candidat potentiel au prix Nobel de physiologie ou médecine.

## Carrière
De formation très éclectique, Philippe Maupas a obtenu de nombreux diplômes :
- diplôme d’État de docteur en médecine vétérinaire obtenu à l'école nationale vétérinaire de Toulouse en 1965[2] ;
- diplôme d’État de docteur en pharmacie obtenu à l'université de Tours en 1970[3] ;
- doctorat universitaire en sciences, obtenu à l'université de Poitiers en 1970[3] ;
- diplôme d’État de docteur en médecine humaine, obtenu à l'université de Tours en 1976[3].

Il fut professeur de microbiologie et doyen de la faculté de pharmacie de Tours. La faculté de sciences pharmaceutiques de Tours a pris le nom de Philippe Maupas le 8 février 1996. Philippe Maupas faisait ses cours en amphithéâtre sans note et n'utilisait pas le micro.[réf. nécessaire] Précédé d'une réputation scientifique lors de son arrivée à la faculté de médecine de Tours (où il a obtenu son doctorat en médecine), il savait captiver les étudiants grâce à une élocution claire et une voix forte. Sa disparition a laissé un grand vide. Il était apprécié et aimé des étudiants.
Philippe Maupas meurt dans un accident de la route le 6 février 1981.

## Le vaccin contre l'hépatite B
Les travaux scientifiques marquants de Philippe Maupas concernent le virus de l'hépatite B : 
- découverte du premier vaccin contre l'hépatite B et application à la prévention de cette maladie chez l'homme (1976). L'originalité de ce vaccin réside dans la nature et la source de l'antigène vaccinal qui est préparé à partir de l'antigène Hbs extrait du plasma sanguin  des porteurs du virus de l'hépatite B et inactivé par le formol. Le vaccin a été expérimenté pour la première fois au service d'hémodialyse du CHU de Tours. Dans la grande tradition pastorienne, Maupas et ses collaborateurs se sont d'abord injecté mutuellement la préparation vaccinale[5]. Ce type de vaccin est encore utilisé de nos jours mais la plupart des vaccins actuels sont fabriqués par la technologie de l'ADN recombinant ;
- confirmation de la relation étiologique entre le virus de l'hépatite B et le cancer primitif du foie. À la suite des résultats de la vaccination contre l'hépatite B en France, Ph. Maupas entreprend avec le doyen L. Diop Mar un programme de recherche médicale « Prévention Hépatite - Hépatome » au Sénégal, pays de forte endémie d'hépatite B[6].

Il a également travaillé sur les zoonoses en particulier la fièvre aphteuse.

## Publications
- Notices d'autorité :   - VIAF
  - ISNI
  - BnF (données)
  - IdRef
  - LCCN
  - Belgique
  - Pays-Bas
  - NUKAT
  - Australie
  - WorldCat
- (en) Nivet H, Drucker J, Dubois F, Goudeau A, Coursaget P, Rolland JC, Grenier B, Maupas P., « Vaccine against hepatitis B in children : prevention of hepatitis in a pediatric hemodialysis unit », Int J Pediatr Nephrol., vol. 3, no 1,‎ 1982 mar, p. 25-8
- (en) Maupas P, Chiron JP, Barin F, Coursaget P, Goudeau A, Perrin J, Denis F, Mar ID., « Efficacy of hepatitis B vaccine in prevention of early HBsAg carrier state in children. Controlled trial in an endemic area (Senegal) », Lancet, vol. 8215, no 1,‎ 1981 feb 7, p. 289-92.
- (en) Maupas P, Chiron JP, Goudeau A, Coursaget P, Perrin J, Barin F, Denis F, Diop Mar I., « Active immunization against hepatitis B in an area of high endemicity. Part II: Prevention of early infection of the child », Prog Med Virol, no 27,‎ 1981, p. 185-201.
- Barin F, André M, Coursaget P, Gutman N, Hubert M, Goudeau A, Maupas P (trad. authors), « (Hepatitis B vaccine: characterization of the polypeptides of hepatitis B surface antigen) », Ann Microbiol (Paris), vol. 4, no 130 A,‎ 1979 may-jun, p. 505-10 (PMID 507623)
- (en) Doniach D, Bottazzo GF, Maupas P, Coursaget P, Goudeau A, « Safety of hepatitis-B vaccines: no evidence of autoimmunity », Lancet, no 8118,‎ 1979, p. 721.
- (en) Maupas P, Goudeau A, Coursaget P, Drucker J, Bagros P, Baudin S, Geslin N., « Vaccine against hepatitis B--18 months prevention in a high risk setting », Med Microbiol Immunol, vol. (1-4), no 166,‎ 1978 nov 17, p. 109-18.
- Barin F, André M, Goudeau A, Coursaget P, Maupas P., « Large scale purification of hepatitis B surface antigen (HBsAg) », Ann Microbiol (Paris), vol. 129B, no 1,‎ 1978 jul, p. 87-100.
- Maupas P, Goudeau A, Coursaget P, Drucker J, Bagros P, « Hepatitis B vaccine : efficacy in high-risk settings, a two-year study », Intervirology, vol. 10, no 3,‎ 1978, p. 196-208.
- Maupas P, Coursaget P, Goudeau A, Dricker J, André M, Barin F, Raynaud B, Bagros P, Pengloan J, Baudin S, Geslin N, Guéveler C, « Vaccination, a method of hepatitis B prevention », Rev Prat, vol. 27, no 29,‎ 1977 mai 21, p. 1919-30.
- Pengloan J, Maupas P, Goudeau A, Coursaget P, Drucker J, Bagros P, Grenier B, « Efficacy of vaccine against hepatitis B: epidemiological data », Proc Eur Dial Transplant Assoc, no 14,‎ 1977, p. 215-21.
- Maupas P, Goudeau A, Coursaget P, Drucker J, Bagros P, Baudin S, « Vaccination against hepatitis B in man », Nouv Presse Med, vol. 6, no 1,‎ 1977 jan, p. 27-31
- Maupas P, Goudeau A, Coursaget P, Drucker J, Bagros P, « Immunisation against hepatitis B in man », Lancet, no 7974,‎ 1976 jun 26, p. 1367-70.
- Aron E, Maupas P, « Stimulation of Australia antigen production », Med Chir Dig, vol. 2, no 4,‎ 1973, p. 205-9.